# Алматинський ботанічний сад

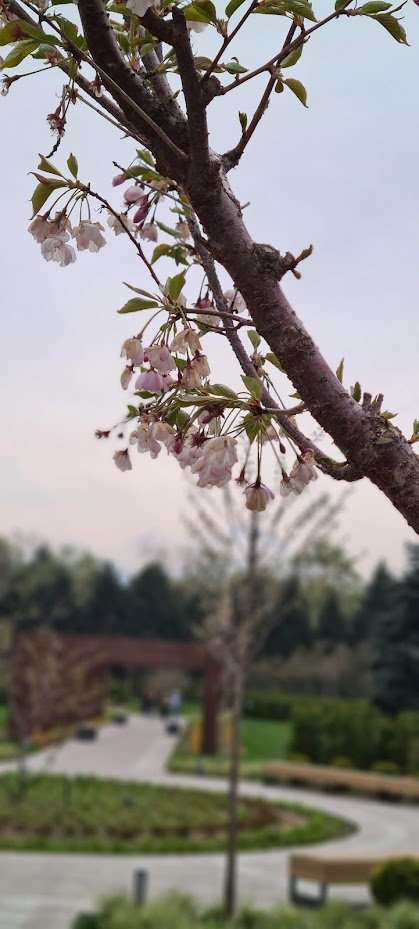
Цвітіння дерев в Алматинському ботанічному саду

Алматинський ботанічний сад (каз. Алматы ботаникалық бағы) — головний ботанічний сад, Республіканське державне підприємство на ПХВ «Інститут ботаніки та фітоінтродукції» Комітету науки Міністерства освіти і науки Республіки Казахстан, закладений у 1932 році на площі 108 гектарів. У 1967 році йому надано статус науково-дослідної установи. У 2006 році Ботанічний сад було внесено до переліку «Особливо охоронюваних природних територій Республіки Казахстан» (ООПТ), що дозволило зупинити продовження подальшого продажу земель саду під забудову.

## Історія
14 березня 1932 року Президія АН СРСР ухвалила рішення про організацію Казахстанської бази АН СРСР у складі ботанічного сектора та зоологічного сектора і створення ботанічного саду.
15 грудня 1933 року Президія АН СРСР затвердила структуру Казахстанської бази, до якої було включено ботанічний сектор із ботанічним садом.
У 1943 році на основі ґрунтового та ботанічного секторів було створено Ґрунтово-ботанічний інститут Казахської філії АН СРСР.
У 1945 році Ґрунтово-ботанічний інститут був поділений на Інститут ґрунтознавства та Інститут ботаніки.
У 1946 р. рішенням Президії АН Казахської РСР від 5 жовтня 1946 р. ботанічний сад реорганізовано в самостійну науково-дослідну установу республіканського значення з безпосереднім підпорядкуванням Президії АН Каз РСР на правах інституту — Республіканський ботанічний сад.
1953 року постановою Президії АН Казахської РСР від 21 вересня 1953 року «Державний республіканський ботанічний сад» було перейменовано на «Алма-Атинський ботанічний сад».
У 1963 постановою Президії АН Казахської РСР від 22 березня 1963 «Алма-Атинський ботанічний сад» передано в підпорядкування Інституту ботаніки.
У 1965 постановою загальних зборів Академії Наук Казахської РСР від 27 січня 1965 на базі «Алма-Атинського ботанічного саду Інституту ботаніки» організований «Головний ботанічний сад на правах самостійного науково-дослідного інституту».
У 1995 році постановою Президії Національної Академії Наук РК від 5 травня 1995 року здійснено об'єднання НДІ «Інститут ботаніки» та НДІ «Головного ботанічного саду» до «Інституту ботаніки та фітоінтродукції НАН РК». Наразі «Інститут ботаніки та фітоінтродукції» перебуває у віданні Комітету лісового господарства та тваринного світу Міністерства екології, геології і природних ресурсів Республіки Казахстан.

## Загроза ліквідації саду
Із розпадом СРСР територія Алматинського ботанічного саду, що знаходиться в елітному районі міста, стала цікавою для великих бізнесменів-забудовників. Для того, щоб безперешкодно заволодіти державною землею саду, його територію було передано з Республіканського відання (власності) до комунального відання міської влади міста (акімат). На початку 2000-х років після передачі території до комунальної власності Алматинський ботанічний сад опинився на межі ліквідації, з дозволу нових власників (акімату міста) від нього було відчужено кілька гектарів землі. Планувалося продати всю територію ботанічного саду під будівництво елітного котеджного містечка, розважального центру, житлового комплексу і прокласти через нього автомагістралі вулиць Байзакова та Манаса. Але з 2006 року у зв'язку з офіційним внесенням території Алматинського ботанічного саду до переліку «Особливо охоронюваних природних територій Республіканського значення» та поверненням у республіканську власність, продаж та забудова території саду стала неможливою. Проте спроби заволодіти територією саду так і не припинилися.
У 2015 році ботанічним садом зацікавився олігарх-девелопер Сержан Жумашев, який через створений ним «Фонд розвитку Головного ботанічного саду» запропонував спонсорувати реконструкцію саду та збудувати з боку проспекту Аль-Фарабі музей мистецтв.
2018 року ботанічним садом зацікавився інший бізнесмен-олігарх Булат Утемуратов, який через свій «Фонд Б.Утемуратова» збирався реконструювати сад. Водночас акімат міста заявив, що має намір знову забрати ботанічний сад у комунальну власність. На думку екологічних активістів та організацій, передача саду у відання (власність) акімату спричинить втрату республіканського статусу ООПТ, що загрожує черговим розпродажем його земель впливовим бізнесменам.

## Розташування
Розташований у південній частині Алмати на висоті 856-906 метрів над рівнем моря. Наразі площа саду становить 103,6 га.

## Площа саду
- На момент заснування в 1932 році — 108 га
- у 2006 році — 104 га [6] [7] .
- зараз - 103,6 га[5]. Після 2006 року від території саду, незважаючи на його статус ООПТ, невідомим чином було відчужено частину площі, замість 104 га, стало налічуватися 103,6.

## Експозиція
Станом на 1982 рік експозиції (флора Казахстану, Європейської частини СРСР, Сибіру та Далекого Сходу, Криму та Кавказу, Північної Америки, Східної Азії) були розташовані за ботаніко-географічним принципом, а розміщення рослин - за парково-ландшафтним. У колекції було понад 7 тисяч видів рослин, різновидів і форм, у тому числі флори Казахстану - 375, інорайонних рослин СРСР - 453, зарубіжної - 872.
Ботанічний сад мав відділи рослин: флори та екології, деревних, декоративно-квіткових, тропічних, харчових та лікарсько-технічних репродукції та захисту інтродуцентів та лабораторію, фізіологію та біології рослин. Вчені розробляють проблему інтродукції та акліматизації рослин у Казахстані, досліджують рослинні ресурси Республіки, виявляють та культивують господарсько-цінні види. Ними передані для озеленення міста понад 100 видів, 46 форм та 15 сортів рослин різного географічного походження.
НДІ Головний Ботанічний сад координував діяльність 5 ботанічних садів Казахстану - Карагандинського, Жезказганського, Алтайського, Ілійського та Мангишлацького. Вівся обмін науковою літературою, посадковим матеріалом, насінням із 108 ботанічними садами 48 країн світу.
Сакський курган розташований у Головному Ботанічному саду Національної Академії наук Республіки Казахстан, за 600 метрів на південь від управління Ботанічним садом, за 200 метрів від південно-західної оранжереї, праворуч від центральної алеї, за 800 метрів вище від вул. Тимірязєва..

## Управління
У радянські роки Головний ботанічний сад перебував у підпорядкуванні Академії Наук Республіки, з розпадом СРСР передано до управління Міністерства освіти і науки РК.

## Фінансування
Щороку на утримання ботанічного саду МОН РК виділяє понад 100 мільйонів тенге.

### Реконструкція
У 2017 році понад 100 млн тенге було виділено Міністерством освіти і науки РК на реконструкцію Ботанічного саду, у тому числі на розробку топографічної зйомки, проектування та буріння свердловини, встановлення огорож колекційних фондів, встановлення відеоспостереження та будівництва нової теплиці.
У 2018 році, в ході реконструкції саду на кошти приватного благодійного фонду Булата Утемуратова, спеціалістами Інституту ботаніки та фітоінтродукції було висаджено понад 1300 дерев, 40 000 кущів, 130 000 злаків та багаторічників, 3000 троянд. У південній частині облаштовано новий партер із перголою, полем різнотрав'я та трьома ставками. На всій території оновлено дороги та пішохідні стежки, встановлена тактильна розмітка для людей з обмеженими можливостями, збудовано 3 вхідні павільйони з обладнаними касами та санвузлами.

## Проблеми та корупція
Незважаючи на багатомільйонне щорічне фінансування з республіканського бюджету та збільшення його обсягу, що виділяється на утримання «Інституту ботаніки», до якого належить Алматинський ботанічний сад, деякі проблеми саду не вирішуються десятиліттями.
У 2007 році директором «Інституту ботаніки» було призначено вченого-ботаніка Нугмана Аралбая, який, заступивши на посаду, відразу почав вживати заходів щодо вирішення проблем ботанічного саду, що склалися. Проте, його благим намірам відразу почали протидіяти. Зокрема, Нугман Аралбай через тендер найняв компанію для прибирання 25 га території саду всього за 3 мільйони тенге, тоді як за внутрішніми нормативами, затвердженими колишнім керівництвом інституту ботаніки та КН МОН РК, він мав витратити 25 мільйонів тенге. Такий факт економії коштів не сподобався вищому керівництву з КН МОН, мабуть, тому що зекономлені кошти могли б піти на необхідне рішення проблем саду, які ніким не вирішуються роками. З Астани відразу призначили комісію з перевірки, за цим фактом, проте комісія відмовилася підписувати негативний акт. После этого давление на Нугмана Аралбая только усилилось, была устроена серия проверок из прокуратуры, финансового контроля и комиссий из МОН РК. Дошло до того, что по отчету министерской инспекции Аралабая голословно обвинили в хищении 11 млн тенге, проте жодних доказів порушень не надано. 17 вересня 2008 року економічний суд ухвалив рішення, що акт інспекції фінансового контролю був незаконений, а перевірка проведена з численними порушеннями. Але незважаючи на рішення суду, Аралбаю оголосили кілька доган і звільнили. Зі звільненням Аралбай не погодився, подавав до суду, намагався поновитися на посаді, але МОН РК ніяк не відреагував.
У 2014-2015 роках Аралбай Нугманом, колишнім директором Інституту ботаніки, до нинішнього директора Сітпаєвої Г. Т. були направлені відкриті листи-звернення, а також голові Комітету Науки МОН РК пану Жолдасбаєву С. І., у якому він навів факти бездіяльності Сітпаєвої Г. Т. як керівника підприємства, що призвели до занепаду стану інституту, незважаючи на 10-кратне збільшення фінансування у 2014 році. На його думку, результати бездіяльності Сітпаєвої Г. Т. призвели до того, що: 1) порушена цілісність і системність гербарного фонду; 2) частина гербарію і колекції викопних рослин втрачені; на 63% втрачено колекцію живих рослин (інтродуцентів) Головного ботанічного саду, що підтверджено листом В. О. голови О.Тулєшова № ЖТ-С-63/7, ЖТ-С-63/7/1 від 06.01.2014 року; 4) проігноровано не виконано припис Генеральної прокуратури РК про приведення у відповідність до вимог законів РК статусу Головного, Жезказганського та Ілійського ботанічних садів; 5) 815 мільйонів тенге бюджетних коштів 2014 року використано нераціонально. Однак від часу відправлення його звернення до МОН РК усі терміни встановленого законом порядку розгляду звернень фізичних осіб пройшли. Комітет науки не відповів на звернення Аралбай. Тим самим не спростував наведені факти.
Цитата з листа-звернення Аралбая Н. до нинішнього директора інституту ботаніки Сітпаєвої Г. Т.:

Усі ці роки, Ви — пані Сітпаєва Г. Т., вводите в оману керівництво Комітету Науки та МОН РК. А найстрашніше — це те, що керівництво КН та МОН РК повірило Вам та збільшувало обсяг фінансування. А колектив ІБФ, очолюваний Вами, який в останні роки показує регресивні результати, пожираючи обсяги фінансування, що все більше наростають, перетворився на якийсь механізм розкрадання державних коштів і заохочення безрезультативності. Я був би радий, якщо Ви спростуєте доказове те, що я виклав у цьому листі.

### Лабораторія дендрології
Перший дендрарій був закладений у 1939 році. У 1945 році випущено перший путівник ботанічним садом. Із 1956 по 1965 роки у відділі проводилася робота на тему «Створення експозицій рослинних зон». Наразі колекція деревних рослин ботанічного саду зібрана за ботаніко-географічним принципом. Створено 5 експозицій: «Казахстан», «Європа, Крим, Кавказ», «Східна Азія», «Північна Америка», «Сибір, Далекий Схід» та 4 спеціалізовані колекційні ділянки: «Коніферетум», «Сирингарій», «В'юнкі деревні рослини» та «Горішники».
Колекційний фонд деревних рослин на 2011 рік складає 895 таксонів із 49 сімейств та 129 родів, що зростають на площі 42 га.
Основними напрямками діяльності лабораторії є: розробка наукових засад формування та створення колекційних фондів деревних рослин вітчизняної та світової флори в умовах відкритого ґрунту передгір'їв Заілійського Алатау; інтродукційні випробування рослин, розробка асортименту рослин та наукових рекомендацій щодо їх ефективного використання в озелененні Алмати та інших міст Казахстану; вивчення внутрішньовидового розмаїття деревних рослин.

### Лабораторія насінництва і захисту рослин
Групу насіннєзнавства було організовано 1934 року. Однією з ланок інтродукційної роботи ботанічного саду є виписка, одержання та розсилка насіння, що проводиться в обмінному порядку за допомогою каталогів насіння та листування науково-довідкового характеру, яке здійснювалося співробітниками групи насінництва. Перший каталог насіння (№1) вийшов у 1934 р. Він включав 356 видів, в основному, трав'янистих рослин, із яких 64 види були зібрані І. А. Лінчевським у Талаському Алатау.
Група захисту рослин була організована у ботанічному саду у 1970 році, яка здійснює оцінку фітосанітарного стану рослин-інтродуцентів у Ботанічних садах Казахстану.
У 2013 році ці групи були об'єднані в лабораторію насінництва та захисту рослин та в рамках державної науково-технічної програми «Ботанічне розмаїття диких родичів культурних рослин Казахстану як джерело збагачення та збереження генофонду агробіорізноманіття для реалізації Продовольчої програми» було розпочато роботу зі створення Насіннєвого банку диких культурних рослин. У веденні лабораторії знаходяться: Насіннєвий банк диких родичів культурних рослин, що займає площу 92 м²; який має в своєму розпорядженні: сушильна кімната 12 м², холодильна камера 32 м³. За три роки було зібрано і закладено дві колекції насіння: довгострокова (базова) та короткострокова (активна). Закладено репродукційний розплідник рідкісних плодових рослин площею 1 га. Напрямками діяльності лабораторії є: збирання, збереження та поповнення насіння дикої флори Казахстану в насіннєвому банку; постійний внутрішньодержавний та міжнародний обмін каталогами (делектусом) та насіннєвим фондом з метою збагачення колекцій новими видами рослин Головного ботанічного саду; фітосанітарна та ентомологічна оцінка стану насіннєвого матеріалу та рослинного фонду Головного ботанічного саду.

### Лабораторія інтродукції квітково-декоративних рослин відкритого та закритого ґрунту
Лабораторія декоративно-квіткових рослин відкритого ґрунту заснована з часу створення Головного ботанічного саду Академії наук з 1932 року. Закритий ґрунт представлений експозиційною оранжереєю та експериментально-виробничою теплицею. Оранжерейно-тепличний комплекс введено в експлуатацію в 1969 році з метою інтродукції тропічних і субтропічних рослин в умовах закритого ґрунту. Чисельність колекції рослин відкритого та закритого ґрунту становить близько 600 видів. Результатом селекційно-цитогенетичної роботи було отримано 18 нових сортів фрезії та 15 сортів троянд. В основний фонд відкритого ґрунту включені рослини, які переносять зиму міста Алмати. Багато рослин посухостійкі та жаростійкі. Удосконалення асортименту проводилося і щодо здешевлення квітників шляхом включення до них високоекономічних невибагливих кореневищних багаторічників. Приділяється увага способам використання інтродуцентів у квітковому оформленні.
За роки інтродукційної роботи пройшли дослідно-промислові випробування 300 видів рослин, впроваджено у виробництво 7 видів тропічних та субтропічних рослин.
Основними науковими напрямами лабораторії інтродукції квітково-декоративних рослин є розробка біологічних основ культури рослин закритого та відкритого ґрунту Казахстану. Робота полягає в: пошуку ефективних способів прискореного розмноження важкоукорінюваних і перспективних видів рослин, залученні в колекцію нових видів, різновидів і форм рослин із провідних ботанічних центрів світу, забезпеченні життєздатності колекційного фонду, доборі комерційно цінного асортименту рослин для фітодизайну внутрішніх інтер'єрів і забезпечення в зимовий та ранньовесняний періоди, удосконаленні асортименту жаростійких геофітів методами селекції.

### Лабораторія екологічної морфології рослин
Лабораторія екологічної морфології була організована в 1986 рік з ініціативи і під керівництвом академіка Байтуліна Іси Омаровича, який очолював її до 2006 року. Основною діяльністю лабораторії є фундаментальні дослідження, спрямовані на вивчення адаптаційних особливостей багаторічних рослин гірських регіонів Казахстану в природних місцях проживання та при інтродукції. Об'єктами досліджень є, в першу чергу, рідкісні види, занесені до Червоних книг, становище яких у природі викликає тривогу за їх збереження. Велика увага приділяється корисним та декоративним рослинам, якими багата казахстанська флора. В експозиції лабораторії «Альпінарій» представлено близько 200 видів місцевої флори та понад 100 видів та сортів, що широко використовуються в культурі трав'янистих багаторічників та мініатюрних чагарників. Тільки за останні три роки в колекцію експозиції «Альпінарій» насінням та живими рослинами було залучено 90 видів рослин, що належать до 26 родин та 52 родів. На сьогоднішній день в колекції «Альпінарію» налічується 32 рідкісні види казахстанської флори, переважно гірських місцеперебування Північного Тянь-Шаню..

### Лабораторія флори вищих рослин
Лабораторія флори, а раніше відділ флори вищих рослин було створено 1946 року у складі Інституту ботаніки при Академії наук Казахської РСР. Традиційним напрямом досліджень є флористика та систематика рослин, інвентаризація та оцінка видового розмаїття рослин різних регіонів Казахстану; оцінка сучасного стану флори; вирішення теоретичних питань еволюції флор та окремих таксонів; робота, пов'язана з монографічною обробкою окремих систематичних груп рослин Казахстану; створення кадастрів рослин різної регіональної приуроченості; питання охорони та створення регіональних «Червоних книг». У веденні лабораторії перебуває Гербарний фонд, який був заснований в 1933 видним вченим М. Г. Поповим на базі гербарію Краєзнавчого музею Семиріччя. Нині Гербарій входить до переліку найважливіших ботанічних колекцій СНД національного значення, що має міжнародний індекс АА. Гербарій є єдиним у Республіці сховищем ботанічних колекцій, де найповніше представлена найбагатша флора Казахстану. Особливо виділений Гербарій типів, представлений понад 350 таксонів. 
Особливу цінність становлять колекції, зібрані в 1840—1860 рр. видатними вченими-ботаніками А. І. Шренком, Т. С. Кареліним, І. П. Кириловим, І. Г. Борщовим.
Гербарний фонд створювався працею п'яти поколінь ботаніків. Гербарій поповнювався зборами вчених зі світовим ім'ям Н. В. Павловим, М. Г. Поповим, Г. К. Шишкіним, П. П. Поляковим. Надалі колекторами були В.П.Голоскоков, І.І.Ролдугін, З.В.Кубанська, Б.А.Биков, М.С.Байтенов, Н.Х.Кармишева, А.П.Гамаюнова, Н. С. Філатова, А. Н. Васильєва, А. О. Оразова, В. Г. Цаголова.
Нині у фондах Гербарію Інституту ботанічного саду зберігається 250 тисяч гербарних зразків мохоподібних, папоротеподібних, голонасінних та покритонасінних рослин.
У 2015 році стало відомо, що порушено цілісність та системність гербарного фонду, частину гербарію та колекції викопних рослин втрачено.
Гербарій – фундамент ботанічних досліджень. Саме збереження та постійне звернення до гербарних матеріалів дає унікальну можливість відстежувати зміни, міграцію, трансформацію флори та рослинності як на певній території, так і всього Казахстану в цілому. Тільки спираючись на документований гербарний матеріал, можна достовірно проводити флористичні та екологічні моніторингові дослідження.

### Лабораторія рослинних ресурсів
Лабораторію рослинних ресурсів створено 1956 року з ініціативи доктора біологічних наук Валентини Павлівни Михайлової, яка очолювала лабораторію 1956—1975 років. З її ім'ям пов'язано становлення та розвиток ботаніко-ресурсознавчих робіт, і навіть формування школи ресурсознавців у Республіці. З 1976 по 1997 рік керував лабораторією член-кореспондент HAH PK, доктор біологічних наук Маденієт Каратаєвич Кукенов. М. К. Кукеновим та співробітниками лабораторії велася велика робота з інвентаризації лікарської флори південного сходу Казахстану. Основними напрямками діяльності лабораторії є: Ресурсознавчі: планомірне та послідовне вивчення рослинних ресурсів корисних рослин Казахстану з метою збереження та збалансованого використання ботанічного розмаїття на рівні екосистем, угруповань, популяцій та окремих видів сировинних рослин. Інтродукційні: наукові основи управління для раціонального використання, збагачення генофонду, створення технологій введення в культуру та розмноження рослин: колекційне, дослідне та дослідно-виробниче вирощування лікарських та ароматичних рослин, утримання та поповнення колекції лікарських рослин місцевої та світової флори. Прикладні: розробка рекомендацій щодо режиму норм вилучення сировини при господарському використанні виявлених промислових масивів (% вилучення, виявлення запасів сировини корисних рослин, насамперед лікарських та ароматичних із метою забезпечення сировиною вітчизняної фармацевтичної промисловості).
За час існування лабораторії працівниками проведено багаторічні комплексні дослідження корисних рослин Казахстану. Ресурсними дослідженнями охоплено хребти Північного та Західного Тянь-Шаню, Джунгарський Алатау, Тарбагатай, Саур, Манрак, хребти Казахстанського Алтаю.

### Лабораторія Охорони генофонду та інтродукції плодових рослин
Лабораторію охорони генофонду та інтродукції плодових рослин було створено у 1970 році. Першим керівником та організатором лабораторії був академік НАН РК, заслужений діяч науки, доктор біологічних наук, професор Джангалієв Аймак Джангалійович (з 1970-2005 рр.).
Основними напрямками діяльності лабораторії є: збереження та ефективне відновлення в in situ, раціональне використання в культурі унікальних у глобальному відношенні казахстанських видів яблуні Сіверса та абрикосу звичайного та супутніх їм інших корисних рослин; збереження в ex-situ відібраних господарсько-цінних форм яблуні Сіверса та абрикосу звичайного та інших диких плодових рослин; біохімічна оцінка плодової сировини диких плодових рослин на вміст біологічно активних речовин та антиоксидантної активності; впровадження патентованих сортів-клонів яблуні Сіверса, абрикосу звичайного та інших плодових культур у виробництво на державному та міжнародному масштабі для лісовідновлювальних робіт, плодово-переробної промисловості та селекції.

### Лабораторія мікології та альгології
У 1943 році в ботанічному секторі Казахської філії АН СРСР Шварцман Софією Рувінівною було створено відділ спорових рослин. У 1966 р. від відділу спорових рослин відокремилася лабораторія біології спорових рослин під керівництвом д.б.н. Б. К. Калимбетова, але в 1978 обидві лабораторії були возз'єднані в 1 відділ - систематики нижчих рослин (зав. - к.б.н. М. П. Васягіна). У 1981 році названий відділ був розділений на 2: відділ систематики та географії нижчих рослин (зав. – к.б.н. М. П. Васягіна) та лабораторії біології спорових рослин (зав. – к. с/г. н. С. А. Абієв). У 1985 з лабораторії біології спорових рослин було створено дві лабораторії: експериментальної мікології (зав. — к. с/г. н. С. А. Абієв) та експериментальної гідроботаніки (зав. д.б.н. Т. Т. Таубаєв). У 1995 році у зв'язку з возз'єднанням Інституту ботаніки та Головного Ботанічного Саду всі три лабораторії Інституту ботаніки та група захисту рослин ГБС були об'єднані в лабораторію спорових рослин, яку до 2005 року очолював д.б.н., професор С. А. Абієв, а з 2005 р. - к.б.н. Г. А. Нам. Із 2009 року лабораторію спорових рослин перейменовано на лабораторію мікології та альгології. Основними напрямками діяльності лабораторії є: вивчення різноманітності грибів та водоростей, виявлення рідкісних, ендемічних та зникаючих видів у Казахстані, поширення та розподіл за екологічними нішами, та їх приуроченість до субстратів, динаміка розвитку, сезонність; дослідження грибів-патогенів на ультраструктурному рівні; збереження колекцій гербарного фонду грибів та міцеліальних культур; культивування плодових тіл та посівного міцелію їстівних грибів.

### Лабораторія Геоботаніки
Геоботанічні дослідження у Казахстані розпочато 1920 року, планомірний розвиток вони набули з 1932 року з організацією Ботанічного сектора Казахстанського філії АН СРСР. Відділ геоботаніки організовано у 1945 році. У 1976 році відділ був розділений на дві лабораторії: геоботаніки та екології та охорони рослинності. У 1989 році було організовано лабораторію фітоекологічного картографування. 1995 року всі три лабораторії були об'єднані в одну — лабораторію геоботаніки.
Основними напрямками діяльності лабораторії є: еколого-фітоценотичні дослідження; ботаніко-географічні дослідження; картографування рослинного покриву та екосистем; динаміка рослинності; оцінка антропогенної трансформації рослинності; вивчення ботанічного розмаїття на видовому, фітоценотичному, екосистемному та ландшафтному рівнях організації; фітомеліорація порушеної рослинності.

## Філії
- Жезказганський ботанічний сад
- Ілійський ботанічний сад
- Ботанічний сад міста Нур-Султан

## Керівництво
- Аралбай Нугман Кулдарбекули - із 2007 року до вересня 2008 року
- Сітпаєва Гульнара Токбергенівна - з вересня 2008 року до теперішнього часу

## Вартість квитків
З 10 квітня 2021 року вартість дорослого квитка до ботсаду становитиме 900 тенге, студентського – 630 тенге, пенсіонери та школярі зможуть відвідати ботанічний сад за 450 тенге.
У цю вартість входить використання особливо охоронюваних природних територій, до яких відноситься і Ботанічний сад, у розмірі 0,1 МРП (291,7 тенге).